# John Curtis Perry
John Curtis Perry también conocido como John Perry (18 de julio de 1930– 1 de marzo de 2025) fue un profesor estadounidense de estudios de Asia del Pacífico, y estudios marítimos. Fue profesor Henry Willard Denison deHistoria en the Fletcher School of Law and Diplomacy, Universidad Tufts. Y también fue director del programa de estudios marítimos, y presidente del Institute for Global Maritime Studies.

## Publicaciones

### Libros
- The Flight of the Romanovs: A Family Saga, coautor con Constantine Pleshakov (Basic Books, 1999)
- Facing West: Americans and the Opening of the Pacific (Praeger, 1995),
  - Publicado en Japonés como "Nishi E!" 西へ！　アメリカ人の太平洋開拓史 (PHP研究所, 1998)
- Beneath the Eagle's Wings: Americans in Occupied Japan (Dodd Mead & Company, 1984)
- Sentimental Imperialists: The American Experience in East Asia, coautor con James Thomson and Peter W. Stanley (Harper & Row, 1981)
- Essays on T'ang society: the interplay of social, political and economic forces, coeditado con Bardwell L. Smith (The Journal of Asian Studies, 1976)

### Artículos
- Oceanic Revolution and Pacific Asia (Fletcher Forum of World Affairs, 2011)
- The Deep Blue Highway, coautor con Scott Borgeson y Rockford Weitz (New York Times, 2007)
- Imperial China and the Sea, capítulo en Asia looks seaward: power and maritime strategy, edited by Toshi Yoshihara and James R. Holmes (Praeger, 2007)
- Navigating the Swirling Currents of Change, coautor con Scott Borgeson y Rockford Weitz (The Straits Times, Singapore, 2006)
- Great Britain and the Emergence of Japan as a Naval Power (Monumenta Nipponica, 1996)
- Dateline North Korea: A Communist Holdout (Foreign Policy, 1990)
- Asia's Telectronic Highway (Foreign Policy, 1985)

## Honores
El gobierno japonés le concedió la condecoración imperial de la Orden del Sagrado Tesoro, por sus contribuciones en las relaciones entre Estados Unidos y Japón.